# ديفيد أ. سميث (قسيس)
ديفيد أ. سميث (بالإنجليزية: David A. Smith)‏ هو قسيس أمريكي، ولد في 24 مايو 1879 في مدينة سولت ليك في الولايات المتحدة، وتوفي بنفس المكان في 6 أبريل 1952.